# Södra Nilandheatollen
Södra Nilandheatollen är en atoll i Maldiverna.  Den ligger i den centrala delen av landet,  mellan 140 och 180 kilometer sydväst om huvudstaden Malé. Den täcker samma område som den administrativa atollen Dhaalu atoll.
Den består av 53 öar, varav sex är bebodda: Bandidhoo, Hulhudheli, Kudahuvadhoo, Maaenboodhoo, Meedhoo och Rinbudhoo.